# Konjugace (biologie)
Konjugace (spájení) je typ horizontální výměny genetické informace (tedy DNA) mezi dvěma buňkami, které jsou za tímto účelem dočasně spojené. Je typická zejména pro bakterie, ale v obměněné podobě se vyskytuje i u archeí a některých eukaryot, např. nálevníků (trepka) nebo řas (spájivky). Konjugaci bakterií v roce 1946 objevili Joshua Lederberg a Edward Tatum.

## Konjugace bakterií

Konjugace bakterií

Někdy se bakteriální konjugace nesprávně považuje za způsob pohlavního rozmnožování bakterií, ale ve skutečnosti není pohlavní, protože nezahrnuje splynutí pohlavních buněk (oplození), ani vznik zygoty, a genetická informace se u pohlavního rozmnožování nevyměňuje recipročně, oboustranně. Podobnost konjugace s pohlavním rozmnožováním lze vidět jen díky tomu, že ani konjugace nemusí být reciproká, vzájemná: Jedna bakterie v takovém případě daruje DNA, ale sama nedostává žádnou.
Pro připojení bakterií k sobě jedinci užívají takzvané pily, které lze přirovnat k dlouhým trubičkám zakončeným hákem. Jako donor (někdy také "samčí buňka") se označuje jedinec, který DNA předává, a to ve formě mobilních genetických elementů, zvaných plazmidy či transpozony. Jsou to malé kruhové kružnicové molekuly DNA, které se předávají recipientovi (příjemci, někdy tzv. "samičí buňka") přes pilus.
Rozdíl mezi samičí a samčí buňkou je dán fertilním faktorem, ten je přítomen jenom u samců F+. Samice jsou označeny jako F-. Fertilní faktor je buď přítomen v chromozomu nebo je v F+ buňce volně jako malý chromozom, který se také při každém dělení replikuje (jednou), ale v takovém případě se samčí buňka nemůže rozmnožovat pohlavně (nemůže přenášet své geny do F- buněk) nazýváme ji proto potenciálně samčí.
Genetická informace plazmidu je velmi často pro příjemce výhodná. Může zahrnovat odolnost proti antibiotikům nebo např. schopnost vytvářet určitou novou chemickou látku (metabolit). Někdy se pak tyto plazmidy mohou považovat za endosymbionty, často i za genetické parazity.

## Konjugace trepky
Někteří nálevníci, jako například trepka (Paramecium), jsou schopni jisté formy pohlavního rozmnožování spojeného s horizontálním přenosem genetické informace. Označuje se rovněž jako konjugace. Trepka obsahuje v normálním případě dvě jádra, mikronukleus a makronukleus, ale pouze první z nich se účastní konjugace. Nejprve se dva jedinci spojí svými buněčnými ústy. Mikronukleus je před konjugací diploidní, ale v první fázi projde meiotickým dělením a tím se de facto rozdělí na čtyři haploidní jádra. Tři zanikají a čtvrté zbývající se ještě jednou dělí - tentokrát mitoticky, čímž z něj vznikají dvě jádra. Jedno z nich je tzv. „migratorní“, tato migratorní jádra si vymění oba jedinci (konjuganti) mezi sebou. Následně jedno právě přenesené migratorní jádro splyne v každém jedinci s druhým (původním, též stacionárním) jádrem. Takto vzniklé jádro se v každé buňce třikrát mitoticky dělí za vzniku 8 jader. Zaniká starý makronukleus a z osmi jader čtyři použijí na vznik nových makrunukleí. Čtyři zbývající zůstávají mikronuklei. Následně se každý konjugant dvakrát po sobě mitoticky rozdělí (bez kopírování genetické informace), čímž se nakonec v každém jedinci vyskytuje jeden mikronukleus a jeden makronukleus.